# Wyżnia Żłobista Przełączka
Wyżnia Żłobista Przełączka (słow. Vyšná Zlobná štrbina, niem. Obere Abgrundscharte, węg. Nyugati-Meredély-csorba, 2370 m) – przełęcz w głównej grani Tatr położona pomiędzy Rumanowym Szczytem (Rumanov štít, 2429 m) a Żłobistymi Czubami (Zlobné zuby). Po północno-wschodniej stronie przełęczy znajduje się Dolina Kacza, a po południowo-zachodniej – Dolinka Rumanowa (jedno z odgałęzień Doliny Złomisk).
Jest to wąska przełączka. Do Doliny Złomisk opada z niej rynna z lewej strony (patrząc od dołu) ograniczona grzędą północno-zachodniej ściany Rumanowego Szczytu. Po prawej stronie tej grzędy jest skośny żleb dochodzący do pierwszej na zachód szczerbinki w grani Żłobistych Czub. Rynna ta jest jego odnogą. Do Doliny Kaczej opada olbrzymia depresją o nazwie Żłobiste Koryto. Opada ona progiem do Kaczego Żlebu, jest więc jego odgałęzieniem.

## Taternictwo
Na Wyżnią Żłobistą Przełączkę nie prowadzi szlak turystyczny. Jedyna łatwa, nieznakowana droga prowadzi z Dolinki Rumanowej przez Rumanową Ławkę, z Doliny Kaczej natomiast wejście jest (w dolnej części) trudne. Wskutek tego przełęcz nie ma praktycznego znaczenia jako połączenie Doliny Kaczej z Dolinką Rumanową.
Pierwsze wejście
- latem – Zygmunt Klemensiewicz i Jerzy Maślanka, 22 sierpnia 1906 r.,
- zimą – Jaromír Šádek i Krištof Zlatník, 16 marca 1951 r.[3]

Drogi wspinaczkowe
- Od południowego zachodu, z Dolinki Rumanowej; 0+ w skali tatrzańskiej, czas przejścia 35 min,
- Od północnego wschodu, z Doliny Kaczej; I, dolny odcinek III, 3 godz.[4]

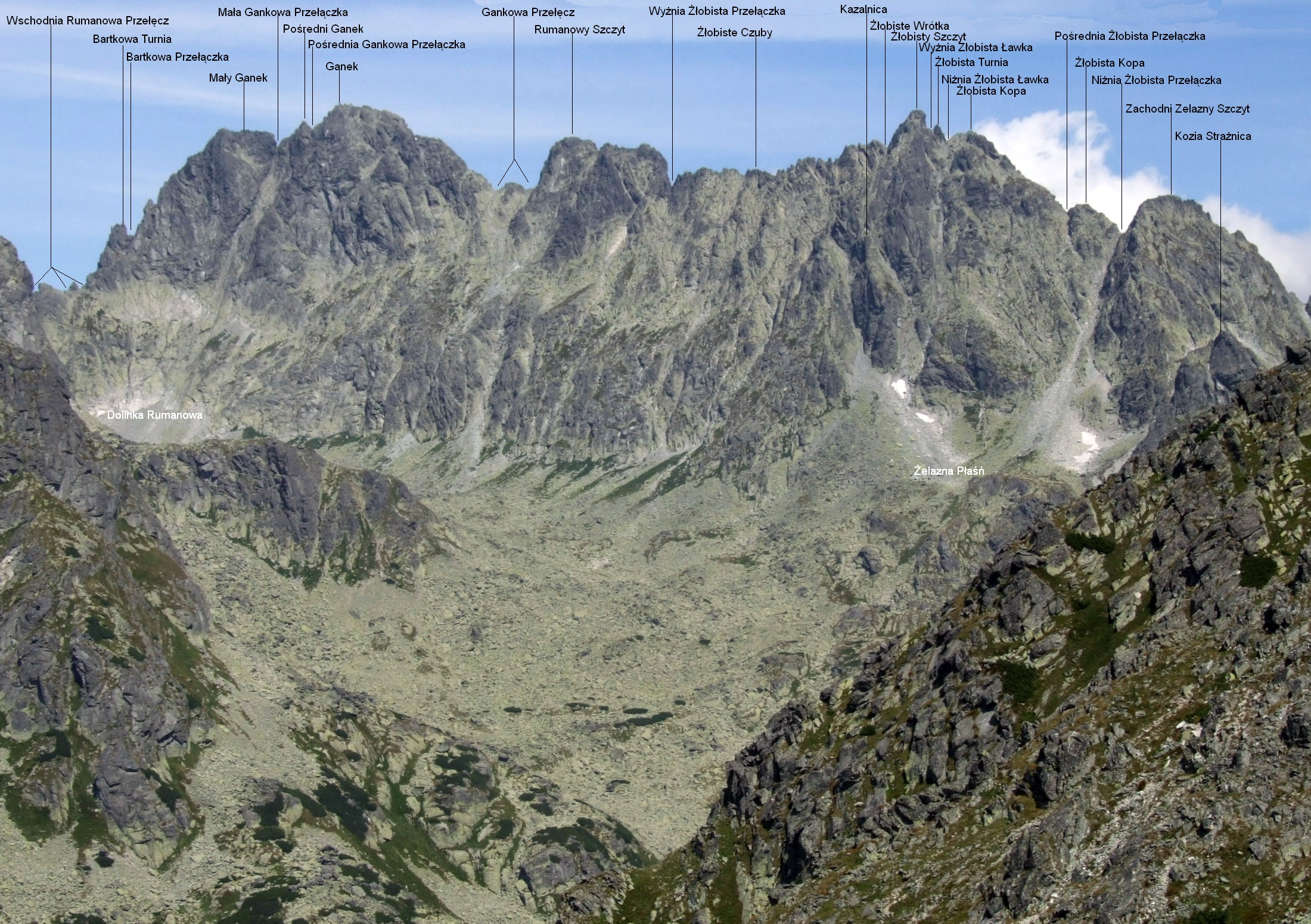
Widok z podejścia na Przełęcz pod Osterwą